# غيردا فيغينر
غيردا ماري فريديريك غوتليب (بالدنماركية: Gerda Marie Fredrikke Gottlieb)‏ (ولدت في 15 مارس 1886 - ماتت 28 يوليو 1940) هي رسامة توضيحية ورسامة دنماركية عُرفت بفنون الشبقية. أعمالها الفنية تُبرز إلى حد كبير صور الأزياء النسائية المألوفة في عصرها مائلة لأسلوب الفن الجديد وفن الديكو لاحقاً.
يعتقد بأن غيردا فيغينر قد كانت مزدوجة الميول الجنسية وذلك بسبب مواضيع رسوماتها المثيرة للنساء العاريات، ومن خلال زواجها وبقاءها مع ليلي إلبه حتى بعد إتخاذه لشخصيته الأنثوية وحتى بعد تحوله الجنسي.

## النشأة
ترعرت غوتليب في قرية هاملاف بالقرب من مدينة غرينا، وهي ابنة قسيس في الكنيسة اللوثرية. كان أسرتها كانت محافظة، وكان لديها ثلاثة أشقاء ولكنها كانت الطفلة الوحيدة التي عاشت حتى البلوغ بعد موتهم جميعا. أظهرت موهبة فنية في سن مبكرة وبدأت التدريب. انتقلت عائلتها إلى هوبرو ثم انتقلت غيردا بعد ذلك إلى كوبنهاغن لمتابعة دراستها في الأكاديمية الملكية الدنماركية للفنون الجميلة.
كانت غيردا تستلهم من الأزياء، وسعت للعمل كرسامة لمجلتي فوغ والحياة الباريسية ومجلات أخرى. أصبحت فنانة معروفة في باريس، لكنها كانت أقل نجاحًا في الدنمارك، حيث وجد الناس عملها مثيرًا للجدل. عقدت معارض لعملها في استوديوهات الفن الشعبي في جميع أنحاء أوروبا. في عام 1925، فازت بجائزة عن أعمالها الفنية في المنافسة في المعرض العالمي لعام 1925 في باريس. كانت معروفة برسومها التوضيحية التي تم إنشاؤها للإعلانات وكانت أيضًا رسامة للوحات الشخصية. أصبحت صديقة لأولا بولسن (1905-2001)، وهي راقصة باليه دنماركية شهيرة، أصبحت عارضة متكررة للوحاتها.

## ليلي إلبه

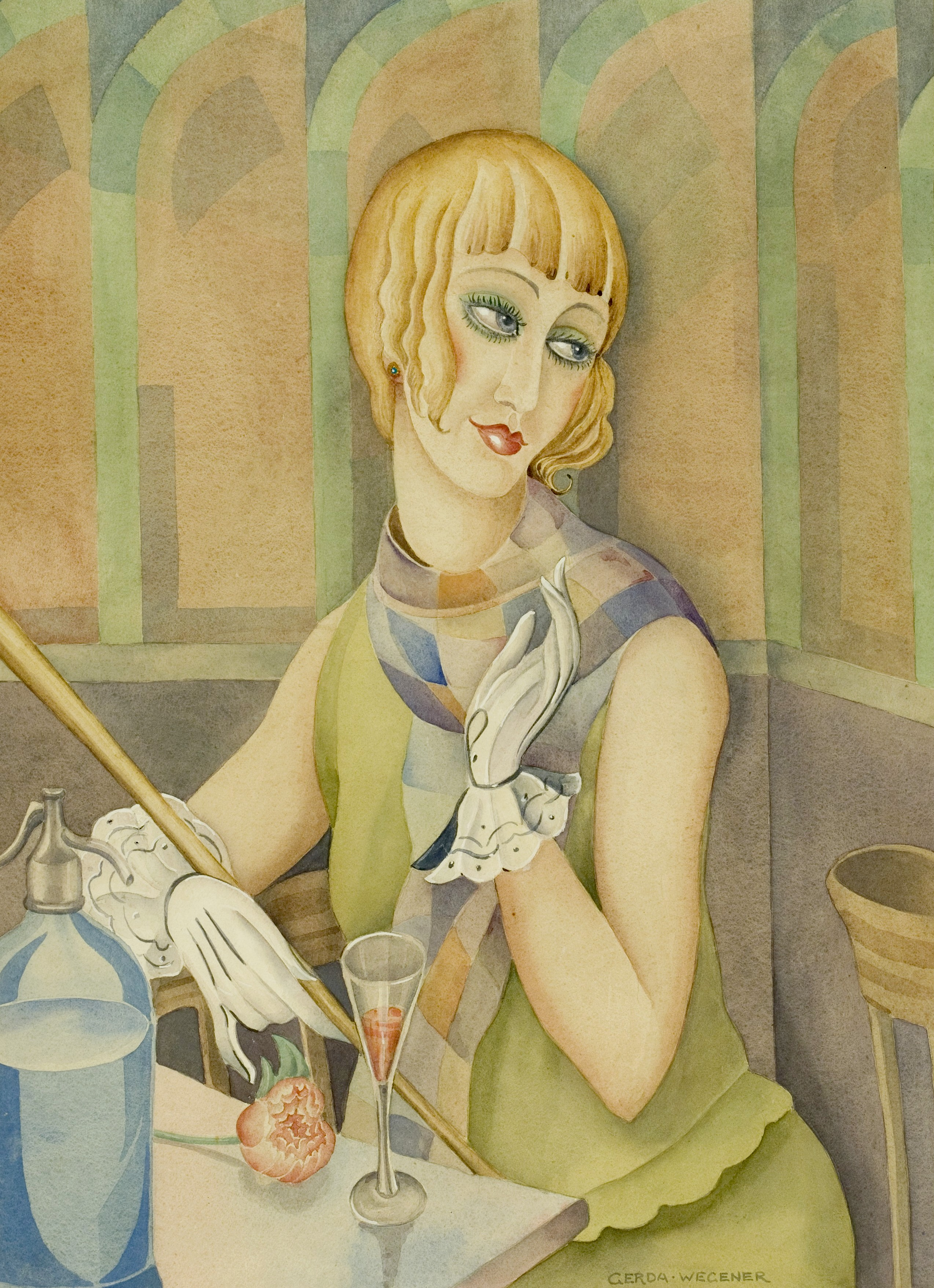
ليلي إلبه بريشة غيردا فيغينر حوالي عام 1928

قابلت زميلتها الفنانة ليلي إلبه (التي كانت تعرف آنذاك باسم أينار فيغينر، وكانت حينها ذكرا) في مدرسة الفنون. تزوجا عام 1904، عندما كان عمرها 18 عامًا وزوجها عمره 22 عامًا. سافروا عبر إيطاليا وفرنسا، واستقروا في نهاية المطاف في باريس عام 1912. انغمس الزوجان في أسلوب الحياة البوهيمي في ذلك الوقت، وصادقا مع العديد من الفنانين والراقصات وشخصيات أخرى من العالم الفني، وغالبا ما كانا يحضران الكرنفالات والمهرجانات العامة الأخرى.
في ذلك الوقت، اعتبر الكثيرون أن ليلي إلبه هي الفنانة الأكثر موهبة، لكنها خففت من شأن عملها وملفها الشخصي لمساعدة زوجتها في مساعيها الفنية. خلال هذا الوقت، بدأت إلبه في ارتداء الملابس النسائية، واعتمدت اسمها وشخصيتها، وأصبحت عارضة مفضلة لغيردا فيغينر، في لوحات لنساء جميلات لهن عيون لوزية الشكل محيرة يرتدين أزياء أنيقة. في عام 1913، صُدم عالم الفن عندما علم أن العارضة الذي ألهم تصوراتها عن نساء قاتلات صغيرات كان في الحقيقة زوجها.
في الوقت الذي تبنت فيه إلبه هويتها الأنثوية، كانت غيردا فيغينر تعرّفها بشكل عام على أنها ابنة عم أينار فيغينر أو أخته عندما كانت ترتدي ملابس نسائية. في عام 1930 خضعت إلبه لجراحة إعادة تحديد الجنس (وهي ثاني عملية معروفة بعد عملية دورا ريختر). وبما أن القانون الدنماركي في ذلك الوقت لم يعترف بالزواج بين امرأتين، فقد ألغى الملك كريستيان العاشر زواجهما في أكتوبر 1930. توفيت إلبه في عام 1931 من مضاعفات الجراحة.

## الحياة في وقت لاحق والوفاة
في عام 1931، متأثرة بموت إلبه، تزوجت فيغينر الضابط الطيار، والدبلوماسي الرائد الإيطالي فرناندو بورتا، الذي كان يصغرها بعشر سنوات، وانتقلت معه إلى المغرب (وتحديدا مراكش والدار البيضاء). واصلت الرسم خلال هذه الفترة، وكانت توقع على لوحاتها باسم «غيردا فيغينر بورتا». طلقت بورتا في عام 1936 بعد زواج صعب، حيث قام باحتيالها وأخذ أموالها، وعادت إلى الدنمارك في عام 1938. وعقدت آخر معرض لها في عام 1939، ولكن في هذا الوقت، كان عملها الفني خارج الأسلوب. لم يكن لديها أطفال، وعاشت وحدها في غموض نسبي، وبدأت تشرب الخمر بكثرة. احتفظت بدخل عن طريق بيع بطاقات بريدية مرسومة باليد.
توفيت في 28 يوليو 1940، في فريدريكسبرج، الدنمارك، بعد فترة وجيزة من غزو ألمانيا النازية للبلاد. تم بيع عقارها الصغير بالمزاد العلني، ولم يكن هناك سوى نعي صغير طبع في الصحيفة المحلية. تزعم بعض التقارير أنها تزوجت من أينار فيغينر لأن كلاهما كان من المثليين جنسياً، وكانا يعرفان أنه من أجل العثور على عمل في ذلك الوقت، كانا بحاجة إلى إبقاء ذلك سراً.

## الكتاب والفيلم
على مر السنين، اكتسبت قصة الزوجين شهرة واهتماما في الدنمارك وفي جميع أنحاء العالم. تم اكتشاف أعمالهم الفنية، وعرضت والمزاد بنجاح. يتم عرض معرض خاص لفن غيردا فيغينر في متحف آركن للفن الحديث حتى يناير 2017، مع خطط لإقامة معرض متنقل لفنها في جميع أنحاء العالم.
كانت رواية «الفتاة الدنماركية»، وهي رواية لديفيد إبيرشوف كتبت عام 2000 عنهما، من أكثر الكتب مبيعاً في العالم وترجمت إلى اثنتي عشرة لغة. تم تمثيل غيردا فيغينر من قبل الممثلة السويدية أليسيا فيكانديرفي فيلم الفتاة الدنماركية عام 2015، وفيه أيضا بطولة الممثل البريطاني إيدي ريدماين بدور ليلي إلبه. تلقى الفيلم بعض الانتقادات لإخفائه القصة الحقيقية لشخص متحول جنسيا تاريخي وإهمال بعض الحقائق، ولأنه يستند على كتاب خيالي لا يخبر القصة الحقيقية لأينار وغيردا فيغينر. لم يشر في الفيلم أو الكتاب إلى موضوع الميول الجنسية لغيردا فيغينر الخاصة، والذي يعتقد الكثيرون أنها كانت مزدوجة الميول الجنسية وذلك من خلال مواضيع رسوماتها المثيرة للنساء العاريات.ومن خلال زواجها وبقاءها مع ليلي إلبه حتى بعد إتخاذه لشخصيته الأنثوية وحتى بعد تحوله الجنسي 